# Список винахідників
|  | Службовий список статей, створений для координації робіт з розвитку теми. Це попередження не встановлюється на інформаційні списки і глосарії. |

Представлений список винахідників, які збагатили світ, зробили винаходи, якими користується все людство. Окрім імені винахідника даються роки його життя і країна (або країни), в якій він жив і працював, а також найбільш значущі його винаходи. Критеріями для включення в цей список є, по-перше, наявність статті про винахідника у Вікіпедії, а також наявність у нього значущих для всього людства винаходів. Іноді пріоритет на винахід може оскаржуватися, але якщо вклад винахідника у винахід визнаний у світі, то він також гідний бути в цьому списку.

## А
- Абалаков, Віталій Михайлович, (1906—1986), Росія — альпіністський ексцентрик Абалакова, тросик Абалакова, льодовий якір Абалакова.
- Абд аль-Латіф аль-Багдаді, (1162—1231), Ірак — вентиляція
- Адлер, Роберт, (1913—2007), Австрія, США — бездротовий пульт дистанційного керування
- Александровський Іван Федорович, (1817—1894), Російська імперія — торпеда
- Алексєєв Ростислав Євгенійович, (1916—1980), СРСР — екраноплан
- Аль-Кінді, (801—873), Ірак, Ємен — етанол, дистиляція алкоголю, криптоаналіз, частотний аналіз
- Алфьоров Жорес Іванович, перші гетероструктури: арсенід алюмінію — арсенід галію (Al As — Ga As)
- Альтшулер Генріх Саулович, (1926—1998), СРСР — теорія рішення винахідницьких завдань
- Андо Момофуку, (1910—2007), Японія — локшина швидкого приготування
- Франсуа П'єр Амі Аргант (1755—1803), Швейцарія — Аргандова лампа .
- Арденне, Манфред фон, (1907—2007), Німеччина — сканувальний електронний мікроскоп, рентгенівський мікроскоп, прецизійний осцилограф, кишковий радіозонд
- Вільям Джордж Армстронг, (1810—1900), Велика Британія — гідравлічний кран
- Едвін Армстронг, (1890—1954), США — FM радіо
- Архімед, (287—212 до н. е.), Греція — Архімедів гвинт
- Арцимович Лев Андрійович, (1909—1973), СРСР — токамак

## Б
- Байрд, Джон, (1888—1946), Шотландія — механічне телебачення
- Бекленд, Лео Хендрік, (1863—1944), Бельгія, США — фотопапір, бакеліт
- Бардін, Джон, (1908—1991), США — один з винахідників транзистора
- Арнольд Бекман, (1900—2004), США — pH-метр
- Белл, Александер Грем, (1847—1922), Канада, Шотландія, США — телефон
- Бенардос, Микола Миколайович, (1842—1905), Росія — електрична дугова зварка
- Бенц, Карл, (1844—1929), Німеччина — сучасний автомобіль
- Берлінер, Еміль, (1851—1929), Німеччина, США — грамофон
- Бернерс-Лі, Тім, (1955-), Велика Британія — один з винахідників Всесвітньої павутини
- Ласло Біро, (1899—1985), Угорщина — кулькова ручка
- Еміль Бодо, (1845—1903), Франція — код Бодо
- Френк Стівен Болдуїн, (1838—1925), США — один з винахідників арифмометра
- Нільс Болін, (1920—2002), Швеція — трьохпозиційний ремінь безпеки
- Френсіс Бофорт, (1774—1857), Англія — шкала Бофорта
- Брайль, Луї, (1809—1852), Франція — шрифт Брайля
- Бранлі, Едуард, (1844—1940), Франція — когерер
- Браттейн, Волтер Хаузер, (1902—1987), США — один з винахідників транзистора
- Браун, Вернер фон, (1912—1977), Німеччина, США — ракети-носії «Сатурн», космічні кораблі «Аполлон»
- Браун, Карл Фердинанд, (1850—1918), Німеччина — катодно-променева трубка — кінескоп
- Браунінг, Джон Мозес, (1855—1926), США, Бельгія — ручну вогнепальну зброю
- Брін, Сергій Михайлович, (р. 1973), СРСР, США — розробник та співзасновник пошукової системи Google
- Беббідж, Чарльз, (1791—1871), Велика Британія — різницева машина (напівавтоматичний комп'ютер)
- Бекон, Роджер, (1214—1292), Англія — лупа

## В
- Ван Чжень, (1290—1333), Китай — набірний друк з використанням дерев'яних літер
- Роберт Вайтгед, (1823—1905), Англія  — торпеда з пневматичним приводом
- Фелікс Ванкель, (1902—1988), Німеччина  — роторний бензиновий двигун (Двигун Ванкеля)
- Ватсон-Ватт, Роберт Олександр, (1892—1973), шотландський фізик, відомий завдяки винаходу радара
- Ватт, Джеймс (1736—1819) шотландський механік, творець універсальної парової машини
- Веклич Володимир Пилипович, (1938—1993), Україна — тролейбусний поїзд
- Вестінгауз, Джордж, (1846—1914), США — повітряне гальмо Вестінгауз
- Виноградов Дмитро Іванович, (1720, Суздаль — 25 серпня (5 вересня) 1758, Санкт-Петербург), винахідник першої російської порцеляни в 18 столітті
- Вітстон, Чарльз (1802, Глостер, Велика Британія — 1875, Париж), концертина, телеграф, міст Вітстона
- Віхтерле, Отто, (1913—1989), Чехія — силон, м'які контактні лінзи
- Волліс, Барнс, (1887—1979), Англія — стрибуча бомба, сейсмічна бомба
- Вольта, Алессандро, (1745—1827), Італія — Вольтів стовп
- Вранчіч, Фауст, (1551—1617), Хорватія — парашут

## Г
- Габор, Денніс, (1900—1979), Угорщина-голографія
- Гаррісон, Джон, (1693—1776), Англія — хронометр
- Гатлінг, Річард Джордан, (1818—1903), США-сівалка, кулемет, картечниці Гатлінга
- Гейгер, Ганс Вільгельм, (1882—1945), Німеччина-лічильник Гейгера
- Генрі, Джозеф, (1797—1878), Шотландія, США — електромагнітне реле
- Геріке, Отто фон, (1602—1686), Німеччина-вакуумний насос, манометр
- Герон, (10-70), Єгипет — парова турбіна
- Гобято, Леонід Миколайович, (1875—1915), Росія — перший сучасний міномет
- Годдард, Роберт, (1882—1945), США-ракета на рідкому паливі
- Голіцин, Борис Борисович, (1862—1916), Росія-електромагнітний сейсмограф
- Грегорі, Джеймс, (1638—1675), Шотландія-рефлектор (телескоп)
- Гук, Роберт, (1635—1703), Англія — балансир, ірисова діафрагма
- Гуліа, Нурбей Володимирович, (р. 1939), СРСР-супермаховик
- Гутенберг, Йоганн, (між 1397 і 1400—1468), Німеччина-книгодрукування
- Гюйгенс, Християн, (1629—1695), Нідерланди — годинники з маятником

## Д
- Дагер, Луї Жак Манде, (1787—1851) Франція — фотографія
- Дален, Нільс Густав, (1869—1937) Швеція — сонячний клапан
- Дамадьян, Реймонд, (рід. 1936) США — магнітно-резонансна томографія
- Данлоп, Джон Бойд, (1840—1921) Англія — пневматична шина
- Джабір ібн Хайян, (721—815), Ємен, Персія — дистиляція, кристалізація, фільтрування, реторта, сірчана кислота, сечова кислота, соляна кислота, царська горілка, галун, лугу, бура, бехтерец, штучний перли та дорогоцінні камені
- Дизель, Рудольф, (1858—1913), Німеччина — дизельний двигун
- Доліво-Добровольський, Михайло Осипович, (1862—1919), Росія — трифазна система електропостачання
- Карл Дрез, (1785—1851), Німеччина — самокат
- Друммонд, Томас, (1797—1840), Шотландія — Друммонда світло
- Дьюар, Джеймс, (1842—1923), Шотландія — Посудина Дьюара
- Деві, Гемфрі, (1778—1829), Англія — безпечна копальнева лампа (лампа Деві)
- Дерроу, Чарльз, (1889—1967), США — настільна гра «монополія»

## Е
- Едісон, Томас Алва, (1847—1931), США — фонограф, комерційна лампа розжарювання, Кінетограф, трафаретний друк
- Ейнтховен, Віллем, (1860—1927), Голландія — електрокардіографія
- Елмквіст, Руне, (1857—1924), Швеція — кардіостимулятор
- Енгельбарт, Дуглас, (*1925), США — комп'ютерна миша
- Ерікссон, Ларс Магнус (1846—1926), Швеція — портативні мікро телефони

## Ж
- Жуковський Микола Єгорович, (1847—1921) Росія — аеродинамічна труба

## З
- Забродський Лев Семенович, (1949), СРСР, — спосіб виготовлення та відновлення деталей методами порошкової металургії
- Зворикін, Володимир Козьмич, (1889—1982), Росія, США — іконоскоп, кінескоп
- Зелінський, Микола Дмитрович, (1861—1953), СРСР — фільтрувальний вугільний протигаз
- Зенефельдер, Йоганн Алоїз, (1771—1834), Німеччина — літографія
- Зібе, Август, (1788—1872), Німеччина, Англія — водолазне спорядження
- Зінгер Ісаак Мерріт, (1811-1875), США — швацька машина

## І
- Ібн ал-Хайсам, (965—1039), Ірак — камера-обскура, стінопис, лупа, сферичне дзеркало
- Ілізаров Гаврило Абрамович, (1921—1992), СРСР — апарат Ілізарова
- Іммінк, Кеєс Схоухамер, (рід.1946), Нідерланди — алгоритми кодування для CD, DVD і Blu-ray

## К
- Роберт Кайо, (нар. 1947), Бельгія — один з винахідників Всесвітньої павутини
- Калашніков, Михайло Тимофійович, (нар. 1919), СРСР — автомати AK-47 та AK-74
- Камерлінг-Оннес, Хейкі, (1853—1926), Нідерланди — рідкий гелій
- Карлсон, Честер, (1906—1968), США — ксерографія
- Картрайт, Едмунд, (1748—1823), Англія — чесальна машина
- Кастальді, Памфілії, (1390—1470), Італія — рухливі літери
- Дін Кеймен, (нар. 1951), США — самокат на гіроскопах сігвей
- Кемпелен, Вольфганг фон, (1734—1803) Австрія — шаховий псевдо-автомат
- Кемурджіан, Олександр Леонович, (1921—2003), СРСР — перші самохідні апарати космічної розвідки місяцехід та марсохід
- Керімов Керім Алієвич, (1917—2003), СРСР — стикування в космосі «Союз» — «Аполлон», орбітальна станція «Мир»
- Джек Кілбі, (1923—2005), США — інтегральна мікросхема
- Джозефіна Кокрейн, (1839—1913), США — винахідниця посудомийної машини
- Корольов Сергій Павлович, (1907—1966), СРСР — перша міжконтинентальна балістична ракета, перший штучний супутник Землі, космічна програма Схід (включаючи перший політ людини в космос)
- Котельников, Гліб Євгенович, (1872—1944), СРСР — авіаційний ранцевий парашут
- Кох, Роберт, (1843—1910), Німеччина — метод культивування бактерій на твердому субстраті
- Крістенсен, Нільс (1865—1952), США — кільце ущільнювача О-ринг
- Крісті, Джон Волтер (1865—1944), США — підвіска Крісті
- Крістофорі ді Франческо, Бартоломео, (1655—1731), Італія — фортепіано
- Крюйкшенк, Вільям Камберленд, (1745—1800), Англія — хлорування води
- Кулібін, Іван Петрович, (1735—1818), Росія — ліфт з гвинтовим механізмом. Автомобіль з маховиком, гальмом, коробкою передач, підшипниками.Notice: Undefined variable: gTitle in /home/mycar/public_html/header.php on line 10. Архів оригіналу за 2 лютого 2013. Процитовано 28 січня 2013.
- Купарентко, Йордаке, (1780—1844), Румунія — музичний інструмент під назвою «Бузутон», прообраз шарманки
- Курцвейл, Реймонд, (нар. 1948), Оптичне розпізнавання символів, сканер, системи розпізнавання промови
- Курчатов, Ігор Васильович, (1903—1960), СРСР — перша атомна електростанція, перший атомний реактор для підводних човнів та атомних криголамів
- Кусто, Жак-Ів, (1910—1997), Франція — акваланг, фотокамера для підводних зйомок
- Кейлі, Джордж, (1773—1857), (Велика Британія) — планер (літальний апарат), махоліт, гусеничний рушій

## Л
- Лаваль, Густаф де, (1845—1913), Швеція — сепаратор, сопло Лаваля
- Лачінов, Дмитро Олександрович, (1842—1902, Росія — ртутний насос, економізатор, дефектоскоп, оптичний динамометр, фотометр, "електролізер"та інші прилади, названі його ім'ям.
- Лебедєв, Сергій Васильович, (1874—1934), СРСР — синтетичний каучук
- Лейбніц, Готфрід Вільгельм, (1646—1716), Німеччина — калькулятор Лейбніца
- Лес Пол, (рід. 1915), США — електрогітара, багатодоріжковий звукозапис
- Ліббі, Віллард Франк, (1908—1980), США — метод радіовуглецевого датування
- Лібіх, Юстус, (1803—1873), Німеччина — нітрогенні добрива
- Лілієнталь, Отто, (1848—1896), Німеччина — дельтаплан
- Ліпперсгей, Іоанн, (1570—1619), Голландія — телескоп
- Лодигін, Олександр Миколайович, (1847—1923), Росія-СРСР — лампа розжарювання
- Лосєв, Олег Володимирович, (1903—1942), СРСР — світлодіод
- Лотербур, Пол, (1929—2007), США — магнітно-резонансна томографія
- Ленглі, Самуель Пірпонт, (1834—1906), США — болометр
- Люм'єр, Луї Жан та Огюст Луї Марі Ніколя, Франція — кінематограф

## М
- Макінтош, Чарльз (хімік), (1766—1843), Шотландія — водонепроникні тканини
- Максвелл, Джеймс Клерк, (1831—1879), Шотландія — кольорова фотографія
- Максим, Хайрам Персі, (1869—1936), США — збройовий глушник
- Максим, Хайрам Стівенс, (1840—1916), США, Англія — кулемет
- Максутов, Дмитро Дмитрович, (1896—1964), СРСР — телескоп Максутова
- Марконі, Гульєльмо, (1874—1937), Італія — бездротова телеграфія
- Менделєєв, Дмитро Іванович, (1834—1907), Росія — Періодична таблиця Менделєєва, пікнометр
- Мердок, Колін, (1929—2008), Нова Зеландія — одноразовий шприц
- Микитенко, Дмитро Олександрович (Микитенко Дмитро Олександрович), Київ, Україна — винахідник нової системи прогнозування перебігу пухлинного процесу ().
- Мілкович, Велько, (рід. 1949), Сербія — будинок, що самозігрівається
- Модслі, Генрі, (1771—1831), Англія — токарно-гвинторізний верстат з механізованим супортом (близько 1800, незалежно від А. К. Нартова, винайшов аналогічний верстат в першій половині XVIII століття
- Монгольф'є Жозеф-Мішель та Жак-Етьєнн, брати, (1740—1810) і (1745—1799), Франція — повітряна куля
- Моньє, Жозеф, (1823—1906), Франція — залізобетон
- Морзе, Семюел, (1791—1872), США — телеграф
- Муг, Роберт, (1934—2005), США — синтезатор Муга
- Мушенбрук, Пітер ван, (1692—1761), Нідерланди — лейденська банка, пірометр

## Н
- Нальотів, Михайло Петрович, (1869—1938), Росія-СРСР — підводний мінний загороджувач
- Нартов, Андрій Костянтинович, (1693—1756), Росія — токарно-гвинторізний верстат з механізованим супортом (перша половина XVIII століття; заново винайдений та запатентований Г. Модслі близько 1800)
- Нейман, Джон фон, (1903—1957), Угорщина — комп'ютерна архітектура фон Неймана
- Непер, Джон, (1550—1617), Шотландія — логарифми
- Ніпков, Пауль, (1860—1940), Німеччина — диск Ніпкова
- Нобель, Альфред Бернхард, (1833—1896), Швеція — динаміт
- Новиков Михайло Леонтійович, (915—1957), СРСР — зачеплення Новікова
- Ньєпс, Жозеф Ньєпс, (1765—1833), Франція — фотографія
- Ньюкомен, Томас, (1663—1729), Англія — парова машина

## О
- Однер, Вильгодт Теофіл, (1845—1903), Швеція, Росія — арифмометр
- Оппенгеймер, Роберт, (1904—1967), США — атомна бомба
- Отіс, Еліша Грейвс, (1811—1861), США — безпечний ліфт
- Отред, Вільям, (1575—1660), Англія — логарифмічна лінійка

## П
- Папен, Дені, (1647—1712), Франція — паровий котел
- Паскаль, Блез, (1623—1662), Франція — барометр
- Пембертон, Джон Стіт, (1831—1888), США — кока-кола
- Петрянов-Соколов Ігор Васильович, (1907—1996), СРСР — фільтр Петрянова
- Пікар, Огюст, (1884—1962), Швейцарія — стратостаті та батискаф
- Плато, Жозеф Антуан Фердинанд, (1801—1883), Бельгія — стробоскоп
- Повзунів, Іван Іванович, (1728—1766), Росія — двоциліндровий паровий двигун
- Попов, Олександр Степанович, (1859—1906), Росія — грозовідмітник, радіо
- Поульсен, Вальдемар, (1869—1942), Данія — телеграфон, дуговий передавач Поульсена
- Прокоф'єв-Сіверський, Олександр Миколайович, (1894—1974), СРСР, США — дозаправка в повітрі

## Р
- Рамзін, Леонід Костянтинович, (1887—1948), СРСР — прямоточний котел
- Райт, Орвілл (1871—1948) та Уілбер (1867—1912), брати, США — літак
- Рентген, Вільгельм Конрад, (1845—1923), Німеччина — рентгенівська трубка
- Ріковер, Хайман Джордж, (1900—1986), США — атомний підводний човен
- Ріхновскі, Франтішек, (1850—1929), Польща — піч центрального опалення
- Розінг, Борис Львович, (1869—1933), СРСР — телебачення
- Рубік, Ерно, (рід. 1944), Угорщина — Кубик Рубіка, Змійка Рубіка
- Руска, Ернст Август, (1906—1988), Німеччина — електронний мікроскоп

## С
- Саблуков, Олександр Олександрович, (1783—1857), Росія — відцентровий вентилятор
- Сакс, Адольф (1814—1894), Бельгія — саксофон
- Санкай, Йосіюкі[en] (1957-), Японія — роботизований екзоскелет для підтримки руху
- Санторіо (1561—1636), Італія — ртутний термометр.
- Сантос-Дюмон, Альберто, (1873—1932), Бразилія — дирижабль, аероплан
- Сахаров, Андрій Дмитрович, (1921—1989), СРСР — ударно-хвильовий випромінювач, розробляв токамаки для створення керованого термоядерного синтезу
- Севери, Томас, (1650—1715), Англія — паровий насос
- Сієрва, Хуан де ла, (1895—1936), Іспанія — автожир
- Сімджян, Лютер Джордж, (1905—1997), Вірменія — банкомат
- Сіменс, Вернер фон, (1816—1892), Німеччина — динамо-машина
- Сіменс, Вільгельм, (1823—1883), Німеччина — регенеративна піч
- Стевін, Симон, (1548—1620), Нідерланди — сухопутна вітрильна яхта на колесах
- Стефенсон, Джордж, (1781—1848), Англія — паровоз
- Стірлінг, Роберт, (1790—1878), Шотландія — двигун Стірлінга
- Страусс, Леві, (1829—1902), США — джинси
- Слав'янов Микола Гаврилович, (1854—1897), Росія — електродугове зварювання металів
- Стрінгфеллоу, Джон, (1799—1883), Англія — триплан
- Суон, Джозеф Вілсон, (1828—1914), Англія — лампа розжарювання

## Т
- Тамм, Ігор Євгенович, (1895—1971), СРСР — один з творців токамака
- Таубін, Яків Григорович, (1900—1941), СРСР — перший гранатомет
- Тер-Погосян, Майкл, (1925—1996), Вірменія,США — позитронно-емісійна томографія
- Термен, Лев Сергійович, (1896—1993), СРСР — терменвокс, електричний музичний інструмент
- Тесла, Никола, (1856—1943), Сербія, Хорватія, США — трансформатор Тесли, асинхронна машина, змінний струм, багатофазні системи, бездротова телеграфія, сучасна робототехніка, логічні вентилі, турбіна Тесли
- Тілгмен, Бенджамін Чу, (1821—1897), США — піскоструминна обробка
- Тьюринг, Алан Матісона, (1912—1954), Англія — машина Тьюринга

## У
- Улугбек, (1394—1449), Тімуриди — квадрант (астрономічний інструмент)

## Ф
- Фарадей, Майкл, (1791—1867), Англія — трансформатор
- Фаріна, Йоганн Марія, (1685—1766), Німеччина — одеколон
- Фермі, Енріко, (1901—1954), Італія — ядерний реактор
- Фессенден, Реджинальд Обрі, (1866—1932), Канада, США — радіомовлення, ехолот
- Федоров, Святослав Миколайович, (1927—2000), СРСР — радіальна кератотомія
- Флемінг, Олександр, (1881—1955), Шотландія — пеніцилін
- Флемінг, Джон Амброз, (1848—1945), Англія — кенотрон
- Флемінг, Сендфорд, (1827—1915), Канада — часові пояси
- Форест, Лі де, (1873—1961), США — тріод
- Франклін, Бенджамін, (1706—1790), США — блискавковідвід, біфокальні лінза, скляна гармоніка, піч Франкліна.
- Френель, Огюстен Жан, (1788—1827), Франція — лінза Френеля
- Фуко, Жан Бернар Леон, (1819—1868), Франція — маятник Фуко, гіроскоп, токи Фуко
- Фуллер, Річард Бакмінстер, (1895—1983), США — геодезичний купол
- Фултон, Роберт, (1765—1815), США — пароплав

## Х
- Хавкін, Володимир Аронович, (1860—1930), СРСР, Швейцарія — вакцини проти чуми та холери
- Хевеши, Дьордь де, (1885—1966), Угорщина — мічені атоми
- Хенсон, Вільям, (1812—1888), Англія, США — безпечна бритва
- Хертцано, Ефраїм (1912—1987), Румунія/Ізраїль — настільна гра «Румікуб»
- Холлерит, Герман, (1860—1929), США — механічний табулятор на перфокартах
- Хоу, Еліас, (1819—1867), США — швейна машина

## Ц
- Цай Лунь (50-121), Китай — Папір
- Колір, Михайло Семенович, (1872—1919), Росія — адсорбційна хроматографія
- Ціолковський, Костянтин Едуардович, (1857—1935), Росія,СРСР — польоти в космос, обґрунтування
- Цузе, Конрад, (1910—1995), Німеччина — перший програмований комп'ютер

## Ч
- В. Челомей, (1914—1984), Росія — перша космічна станція(Салют), ракета Протон
- Павло Черенков, (1904—1990), Росія -Черенкова детектор
- Адріан Чернов, (1971-), США — GM автономія, GM Hy-проводу
- Євгеній Чертовський, (1902-), Росія — скафандр

Олександр Чижевський, (1897—1964), Росія-іонізатор повітря
- Андрій Чохов, (з. 1545—1629), Росія-Цар-гармата

## Ш
- Шапп, Клод, (1763—1805), Франція — оптичний телеграф
- Шенберг, Арнольд, (1874—1951), Австрія — додекафонія, серійна техніка
- Шилінг Павло Львович, (1780—1836), Росія — перший електромагнітний телеграф
- Шимон, Чарлз, (1948-), Угорщина — угорська нотація
- Шоклі, Вільям Бредфорд, (1910—1989), США — один з винахідників транзистора
- Шорін, Олександр Федорович, (1890—1941), Росія, СРСР — телеграфний апарат, що друкує літери
- Шухов, Володимир Григорович, (1853—1939), Росія,СРСР — крекінг-процес Шухова, перекриття-оболонка, висяче покриття, перший трубопровід

## Ю
- Юнус, Мухаммад, (р. 1940), Бангладеш — мікрокредитування, мікрофінансування

## Я
- Яблочков Павло Миколайович, (1847—1894), Росія — свічка Яблочкова,трансформатор
- Янсен, Захарій, (1585—1632), Голландія — телескоп, мікроскоп.